# Mary Walton
Mary Elizabeth Walton – amerykańska inżynier, wynalazczyni z XIX wieku.
Jej ojciec nie miał synów, więc łożył na edukację córek.
W 1879 opracowała system ograniczenia zanieczyszczeń i dymów emitowanych z kominów fabryk i lokomotyw, co USA w czasach rewolucji przemysłowej było jednym z największych problemów. Dym był przepuszczany przez zbiorniki z wodą co, eliminowało zanieczyszczenia, które były następnie utylizowane. 18 listopada 1879 przyznano jej amerykański patent nr 221880.
Następnie skierowała swoje działania w kierunku zredukowania hałasu. Po zbudowaniu kolei nadziemnych na stalowych słupach Manhattan, gdzie mieszkała, stał się bardzo głośny. Eksperymentując na modelach, stworzyła system, w którym hałas tłumiony jest przez umieszczenie szyn w drewnianych prowadnicach wyłożonych bawełną i wypełnionych piaskiem stabilizowanym asfaltem. Na ten wynalazek Urząd Patentów i Znaków Towarowych Stanów Zjednoczonych przyznał jej 8 lutego 1881 patent nr 237422. System został sprzedany za 10.000 dolarów kolei nowojorskiej, a następnie zastosowany w innych firmach kolejowych.